# Monolepta annelieseae
Monolepta annelieseae là một loài bọ cánh cứng trong họ Chrysomelidae. Loài này được Wagner miêu tả khoa học năm 2003.